# Hermann Blome
Hermann Blome (* 3. Oktober 1920 in Hannover; † 13. Februar 1998 in Überlingen) war ein deutscher Journalist, Kanzlerberater und Filmproduzent.

## Wirken
Blome war von 1949 bis Mitte der 1950er-Jahre Redakteur des Magazins Der Spiegel. Dort war er der erste Büroleiter des Magazins in der damaligen Bundeshauptstadt Bonn. Er recherchierte unter anderem 1950 vier Wochen an einer Story über die geheimen Vorbereitungsmaßnahmen für den Aufbau eines zukünftigen Verteidigungsministeriums. Die Veröffentlichung über das „Büro Graf Schwerin“ mit der Tarnbezeichnung Zentrale für Heimatdienst (ZfH; Vorläufer des Amtes Blank und späteren Verteidigungsministeriums) war für den 13. September des Jahres geplant. Das ZfH erfuhr am 6. September 1950 von der geplanten Veröffentlichung. Achim Oster empfahl daraufhin, dem Spiegel zuvorzukommen und bereits vor dem 13. September an die Öffentlichkeit zu gehen mit den Plänen. Noch vor der Umsetzung dieses Plans erschien dann bereits am 11. September 1950 in der Aachener Zeitung der Artikel „Remilitarisierung unter Graf Schwerin?“, verfasst von Karl Lohmann, einem Verwandten von Graf Schwerins Gattin.
1956 wurde er als Verlagsleiter für ein neues FDP-Organ für den Bundestagswahlkampf 1957 bestimmt, das den Titel „Deutsche Wochenzeitung“ tragen sollte. Nachdem das Projekt wieder eingestellt worden war, musste ein bereits verpflichteter Chefredakteur abgefunden werden. Als Liquidator des Unternehmens fungierte Walter Scheel.
In Vorbereitung auf den Bundestagswahlkampf 1965 gehörte Blome neben Rüdiger Altmann, Johannes Gross, Manfred Koch-Hillebrecht, Rudolf Wildenmann sowie Ministerialrat Hartmut Bebermeyer und Hans Klein zu den wichtigen Mitgliedern von Ludwig Erhards „Sonderkreis“, einem Beraterkreis nach dem Vorbild der US-amerikanischen Spin-Doctors, der Erhard in PR-Fragen zu aktuellen politischen Themen unterstützte und beriet.
1964 gründete Hermann Blome auch die Schulfilmproduktionsgesellschaft GIDA – Gesellschaft für Information und Darstellung Hermann Blome mit Sitz in Remagen-Oberwinter.  Blome erstellte Filme für deutsche Industrieunternehmen sowie für öffentliche Auftraggeber, unter anderem für das Wirtschaftsministerium, das Presseamt und die Bundeswehr. Das von ihm konzipierte "Filmlexikon der Wirtschaft" zur Vermittlung marktwirtschaftlicher Grundkenntnisse an weiterführenden Schulen gilt als das am weitesten verbreitete filmische Unterrichtsmedium seiner Art. 1994 setzte sich Blome zur Ruhe. Damit einhergehend wurde die Rechtsform der GIDA von der KG zur GmbH umgewandelt und sein Sohn Konstantin Hermann Blome (* 1959) als Geschäftsführer eingesetzt. Der älteste Sohn von Hermann Blome ist Alexander Hermann Heiso Blome (* 1955). Sein jüngster Sohn ist der Journalist Nikolaus Hermann Blome (* 1963).
Nach dem Tod Hermann Blomes verlegte Konstantin Blome den Sitz der GIDA 1998 nach Odenthal.